# Дискография Nektar
В данной статье представлены дискографии британской прогрессив-рок-группы Nektar.
Дискография британской прогрессив-рок-группы Nektar состоит из пятнадцати студийных альбомов, шестнадцати концертных альбомов, семи сборников и семи синглов. Образованная в Гамбурге в 1969 году участниками Рой Элбратон (гитары и вокал), Аллан «Taff» Фримен на клавишных, Дерек «Мо» Мур на басу, Рон Хауден на барабанах, и Мик Брокетта, отвечаший за освещение, спецэффекты и прочее, На протяжении всего их раннего существования авторство песен группы приписывалось всем шести участникам на обложках альбомов, но записи BMI показывают, что музыка была написана четырьмя исполнителями (Олбрайтон, Фримен, Мур и Хауден). Однако Мик Броккетт написал тексты песен в соавторстве с «Мо» Муром и придумал или внес свой вклад в оригинальные названия альбомов. Дебютный альбом группы, Journey to the Centre of the Eye (1971), состоял из одной песни продолжительностью более 40 минут, причем последние 100 секунд первой части повторялись в начале второй части для поддержания непрерывности. Это был концептуальный альбом, посвященный астронавту, которому инопланетяне дали ошеломляющие знания, со звуковыми текстурами, напоминающими психоделический рок. Последующая работа, «A Tab in the Ocean» (1972), опиралась на более традиционные влияния рока и блюза. Уолтерс ушел к моменту выхода их третьего альбома, сильно импровизированного двойного альбома «живи в студии»…Sounds Like This (1973), хотя группа какое-то время продолжала использовать его творчество в своих шоу и дизайне альбомов. У группы вырос культ последователей, основанный в основном на сарафанном радио.

### Студийные альбомы
| Год  | Альбом                               | United States | Australia |
| ---- | ------------------------------------ | ------------- | --------- |
| 1971 | Journey to the Centre of the Eye     | -             | -         |
| 1972 | A Tab in the Ocean                   | 141           | -         |
| 1973 | …Sounds Like This                    | -             | -         |
| 1973 | Remember the Future                  | 19            | 72        |
| 1974 | Down to Earth                        | 32            | 93        |
| 1975 | Recycled                             | 89            | -         |
| 1977 | Magic Is a Child                     | 172           | -         |
| 1980 | Man in the Moon                      | -             | -         |
| 2001 | The Prodigal Son                     | -             | -         |
| 2004 | Evolution                            | -             | -         |
| 2008 | Book of Days                         | -             | -         |
| 2012 | A Spoonful of Time                   | -             | -         |
| 2013 | Time Machine                         | -             | -         |
| 2018 | Megalomania (released by New Nektar) | -             | -         |
| 2020 | The Other Side                       | -             | -         |

### Концертные (Live) альбомы
| Год  | Альбом                                                                                    |
| ---- | ----------------------------------------------------------------------------------------- |
| 1974 | Sunday Night at London Roundhouse (5 tracks)                                              |
| 1977 | Live in New York                                                                          |
| 1978 | More Live Nektar in New York                                                              |
| 2002 | Sunday Night at London Roundhouse Expanded version (10 tracks)                            |
| 2002 | Unidentified Flying Abstract — Live at Chipping Norton 1974                               |
| 2004 | Greatest Hits Live                                                                        |
| 2005 | 2004 Tour Live                                                                            |
| 2005 | Door to the Future — The Lightshow Tapes Volume 1                                         |
| 2005 | Live in Germany 2005                                                                      |
| 2008 | Live in Detroit 1975                                                                      |
| 2011 | Fortyfied                                                                                 |
| 2011 | Complete Live In New York 1974 (compiles Live in New York + More Live Nektar in New York) |
| 2011 | Greatest Hits Volume 1 (Re-release of CD 1 of Greatest Hits Live)                         |
| 2011 | Greatest Hits Volume 2 (Re-release of CD 2 of Greatest Hits Live)                         |
| 2014 | Live at the Patriots Theater (re-release of Greatest Hits Live)                           |
| 2017 | Live in Bremen                                                                            |

### Сборники
| Год  | Альбом                                  |
| ---- | --------------------------------------- |
| 1976 | Nektar                                  |
| 1978 | Thru the Ears                           |
| 1978 | Best of Nektar                          |
| 1994 | Highlights                              |
| 1998 | The Dream Nebula: The Best of 1971—1975 |
| 2008 | The Boston Tapes                        |
| 2011 | Retrospektiv 1969—1980                  |

### Синглы
| Год  | Название                     | Billboard Hot 100 | U.S Mainstream Rock | UK Top 100 | Альбом              |
| ---- | ---------------------------- | ----------------- | ------------------- | ---------- | ------------------- |
| 1973 | «Do You Believe in Magic?»   | -                 | -                   | -          | …Sounds Like This   |
| 1974 | «What Ya Gonna Do?»          | -                 | -                   | -          | …Sounds Like This   |
| 1974 | «Remember the Future (Edit)» | -                 | -                   | -          | Remember the Future |
| 1974 | «Fidgety Queen'»             | -                 | -                   | -          | Down to Earth       |
| 1974 | «Astral Man»                 | 91                | -                   | -          | Down to Earth       |
| 1975 | «Flight to Reality»          | -                 | -                   | -          | Recycled            |
| 2005 | «Always»                     | -                 | -                   | -          | Evolution           |

### Видео альбомы
| Год  | Название                   |
| ---- | -------------------------- |
| 2003 | Live                       |
| 2005 | Pure: Live in Germany 2005 |